# Frank Wedekind
Frank Wedekind, född Benjamin Franklin Wedekind, den 24 juli 1864 i Hannover, död den 9 mars 1918 i München, var en tysk dramatiker och författare.
Wedekind var känd för sina provocerande teaterpjäser och för sina lika provocerande ballader, som han själv framförde till gitarrackompanjemang. Han var far till Friedrich Strindberg.

## Författarskap
I sina pjäser angrep Wedekind våldsamt den borgerliga samhällsmoralen, som han ansåg vara hycklanade och livsfientlig, främst vad gällde sexualiteten. Med sina arbeten påverkade han den expressionistiska dramatiken.
Bland skådespelen märks Frühlings Erwachen 1891 ("Våren vaknar"), som utspelar sig bland hårt hållna ungdomar på väg att upptäcka sin sexualitet. Pjäsen ligger till grund för Broadwaymusikalen Spring Awakening från 2006. Wedekind har skrev även dubbeltragedin om den märkliga Lulu och hennes älskare i pjäserna Erdgeist och Die Büchse der Pandora 1895 respektive 1904. Dessa ligger till grund för Alban Bergs opera Lulu. Texterna på Lou Reed och Metallicas album Lulu från 2011 baseras på Wedekinds texter. Ytterligare ett nämnvärt alster i Wedekinds produktion är kortromanen Mine Haha oder Über die körperlicher Erziehung der jungen Mädchen ("Mine-Haha eller Unga flickors fysiska fostran", från 1903 som filmatiserades av Lucile Hadžihalilović under titeln Innocence, 2004. Dess svenska översättning av Peter Handberg utkom 2017, tillsammans med ytterligare två texter i samma volym. 
Frank Wedekind har också skrivit pjäsen Franziska som spelades tre gånger i Tyskland 1912 innan den blev censurerad. Pjäsen har därefter satts upp i bland annat London, Paris och på Uppsala Stadsteater i regi av Carolina Frände 2007. 
I en svensk riksdagsdebatt i andra kammaren den 22 februari 1939 i frågan om judiska flyktingar undan Nazityskland citerade Georg Nyblom för bondeförbundet, en dikt, som han menade var ett tecken på något judiskt och osmakligt. Dikten "Det är sant, jag har slaktat min moster" visade sig vara en svensk översättning av skämtdikten/mordballaden "Der Tantenmörder" från 1902 av Frank Wedekind, vilket klarlades den 10 mars 1939 på "Namn och Nytt"-sidan i Dagens Nyheter. Tor Bonnier hade översatt dikten som övning i sin ungdom. Den gavs aldrig ut, men en privat tryckning hamnade ändå som pliktexemplar i Kungliga biblioteket.

## Verk på svenska
- Mine-Haha eller Unga flickors fysiska fostran, följd av Heinrich von Kleist och Läget i världen, översättning och efterord av Peter Handberg (Stockholm: Bokförlaget Faethon, 2017)